# 제1대 비버브룩 남작 맥스 에이트켄
흔히 비버브룩 경으로 불리는 제1대 비버브룩 남작 윌리엄 맥스웰 에이트켄 PC, ONB(William Maxwell Aitken, 1st Baron Beaverbrook, 1879년 5월 25일 ~ 1964년 6월 9일)은 캐나다계 영국인으로 신문 발행인이자 백스테이지 정치가로, 20세기 전반기 영국에서 언론과 정치계에서 영향력 있는 인물이었다. 그의 권력의 기반에는 강렬한 애국적인 뉴스와 사설로 보수 노동계급의 마음을 사로잡은 세계 최대의 부수 신문인 《데일리 익스프레스》이었다. 제2차 세계 대전 동안에는 윈스턴 처칠의 항공생산부 장관으로서 산업 자원을 동원하는 데에 중요한 역할을 했다.
젊은 시절 맥스 에이트켄은 돈을 버는 재능이 있었고 30대에 백만장자가 되었다. 그의 사업 야망은 캐나다에서의 기회를 빠르게 능가했고 영국으로 이주하게 되었다. 영국에서 그는 보너 로와 친구가 되었고 그의 지원으로 1910년 12월 영국 총선에서 하원 의원으로 선출되었다. 얼마 지나지 않아 기사 작위가 이어졌다. 제1차 세계 대전 동안 그는 런던에서 캐나다 기록 보관소를 운영했으며 이는 H. H. 애스퀴스 총리를 해임시키는 역할을 했고, 그 결과 연합정부(데이비드 로이드 조지를 총리로, 보너 로를 재무장관으로)는 에이트켄에게 내각의 정보부 장관 직위를 보상으로 주었다.
전쟁이 끝난 후 비버브룩 경은 사업에 집중했다. 그는 《데일리 익스프레스》를 영국 전역에서 하루에 225만 부를 판매하는 세계에서 가장 성공적인 대량 발행 신문으로 만들었다. 그는 그 신문을 개인 캠페인, 특히 관세 개혁과 대영 제국이 자유 무역 블럭이 되도록 하는 것에 이용했다. 1930년대 내내 비버브룩은 스탠리 볼드윈과 네빌 체임벌린 정부를 지원했고, 이후에는 또 다른 정치계 친구인 윈스턴 처칠의 설득에 1940년 5월부터 항공생산부 장관으로 일했다. 나중에 처칠은 그의 '생동감 있고 활기찬 에너지'를 칭찬했다. 그는 1941년에 건강 상의 이유로 사임했지만 나중에 전쟁 옥새상서로 임명되었다.
비버브룩은 말년에 《이브닝 스탠더드》와 《선데이 익스프레스》를 포함하는 신문을 운영하며 보냈다. 그는 뉴브런즈윅 대학교 총장을 역임하면서 정치 및 군사, 역사에 관한 역사가로서의 명성을 쌓았다.